# Anita (voornaam)
Anita is een Spaanse meisjesnaam afgeleid van de naam Ana. 'Anita' is Sanskriet voor genadig of lieflijk.

## Bekende naamdraagsters
- Anita Allara, Belgisch actrice, onder andere in de televisieserie Rupel
- Anita Baker, Amerikaans zangeres
- Anita Belnavis, Jamaicaans tafeltenniskampioen, moeder van Ky-Mani Marley
- Anita Berry, Nederlands zangeres
- Anita Brookner, schrijfster, won in 1984 met Hotel du Lac de Booker Prize
- Anita Bryant, Amerikaans zangeres
- Anita Donk, Nederlands actrice
- Anita Doth, Nederlands zangeres
- Anita van Eijk, de echtgenote van prins Pieter Christiaan van Oranje-Nassau van Vollenhoven
- Anita Ekberg, Zweeds filmactrice
- Anita van Gils, Nederlands zangeres, maakte deel uit van DJ Peter Project
- Anita Giusti-Looper, Nederlands atlete, werd kampioen op de 5000 m in 2005 en 2006
- Anita Harding, neuroloog
- Anita Hegerland, Noors zangeres, zong met Roy Black het duet Schön ist es auf der Welt zu sein
- Anita Heilker, Nederlands zangeres
- Anita Koninckx, Belgisch actrice, onder andere in 2 Straten verder
- Anita Loorbach, Nederlands schaatsster
- Anita Loos, scriptschrijfster van de films Red-Headed Woman, The Girl from Missouri, Saratoga en The Women
- Anita Menist, Nederlands actrice, onder andere in De klop op de deur
- Anita Meurs, Nederlands onderneemster, startte de supermarkt Lekker & Laag
- Anita Meyer, Nederlands zangeres
- Anita O'Day, Amerikaans jazzzangeres
- Anita Oldenhof, Nederlands schaatsster
- Anita Phillips, schrijfster van A Defence of Masochism
- Anita Pointer, Amerikaans zangeres bij The Pointer Sisters
- Anita Roddick, oprichtster van The Body Shop
- Anita Skorgan, Noors zangeres
- Anita Staps, Nederlands judoka
- Anita Stewart (1886-1977), schoondochter van de Portugese prins Michaël van Bragança
- Anita Thallaug, Noors zangeres en actrice
- Anita Traversi, Zwitsers zangeres
- Anita Verkerk, Nederlands schrijfster
- Anita Vermeeren, Nederlands kunstschilder (zei Bert Vermeeren)
- Anita Ward, zangeres, scoorde met Ring my bell een nummer 1-hit in Engeland
- Anita Witzier, Nederlands televisiepresentatrice

## Filmpersonages met de naam Anita
- Anita Mann, een van de personages in de film Bruce Almighty
- Anita Radcliffe, figuur uit de tekenfilm 101 Dalmatiërs
- Anita (West Side Story), een van de hoofdrollen in West Side Story

## Trivia
In de jaren 90 van de twintigste eeuw werd de naam Anita wel als "collectief pseudoniem" gebruikt, soms in de samenstelling: Sjonnie en Anita.